# USS Natoma Bay (CVE-62)
Авіаносець «Натома Бей» (англ. USS Natoma Bay (CVE-62)) — ескортний авіаносець США часів Другої світової війни, типу «Касабланка».

## Історія створення
Авіаносець «Натома Бей» був закладений 17 січня 1943 року на верфі Kaiser Shipyards у Ванкувері під ім'ям «Begum» і початково призначався для передачі ВМС Великої Британії за програмою ленд-лізу, але 22 січня 1943 року був перепризначений для ВМС США і перейменований на «Натома Бей». Спущений на воду 20 липня 1943 року, вступив у стрій 14 жовтня 1943 року.

## Історія служби
Після вступу в стрій авіаносець «Натома Бей» брав участь в десантних операціях на Маршаллові острови (січень-лютий 1944 року), ударах по Кавієнгу (березень 1944 року), прикривав десанти в районі Голландіа (о. Нова Гвінея, квітень 1944 року), на Маріанські острови (червень-липень 1944 року), о. Моротай (вересень 1944 року), о. Лейте (вересень-грудень 1944 року), битві за Іодзіму (лютий-березень 1945 року), Окінаву (квітень-червень 1945 року).
6 червня 1945 року авіаносець був легко пошкоджений влучанням камікадзе.
В липні-серпні 1945 року діяв у Східнокитайському морі.
Після закінчення бойових дій корабель перевозив американських солдатів та моряків на батьківщину (операція «Magic Carpet»).
20 травня 1946 року «Натома Бей» був виведений в резерв.
12 червня 1955 року «Натома Бей» був перекласифікований в допоміжний авіаносець CVU-62.
У 1958 року авіаносець був визнаний непридатним для подальшого використання, 1 вересня виключений зі списків флоту та проданий на злам у 1959 році.